# Карвисайш
Карвисайш (порт. Carviçais)  —  район (фрегезия) в Португалии,  входит в округ Браганса. Является составной частью муниципалитета  Торре-де-Монкорву. По старому административному делению входил в провинцию Траз-уж-Монтиш и Алту-Дору. Входит в экономико-статистический  субрегион Доуру, который входит в Северный регион. Население составляет 882 человека на 2001 год. Занимает площадь 64,19 км².